# Rogätzer Straße 31, 32

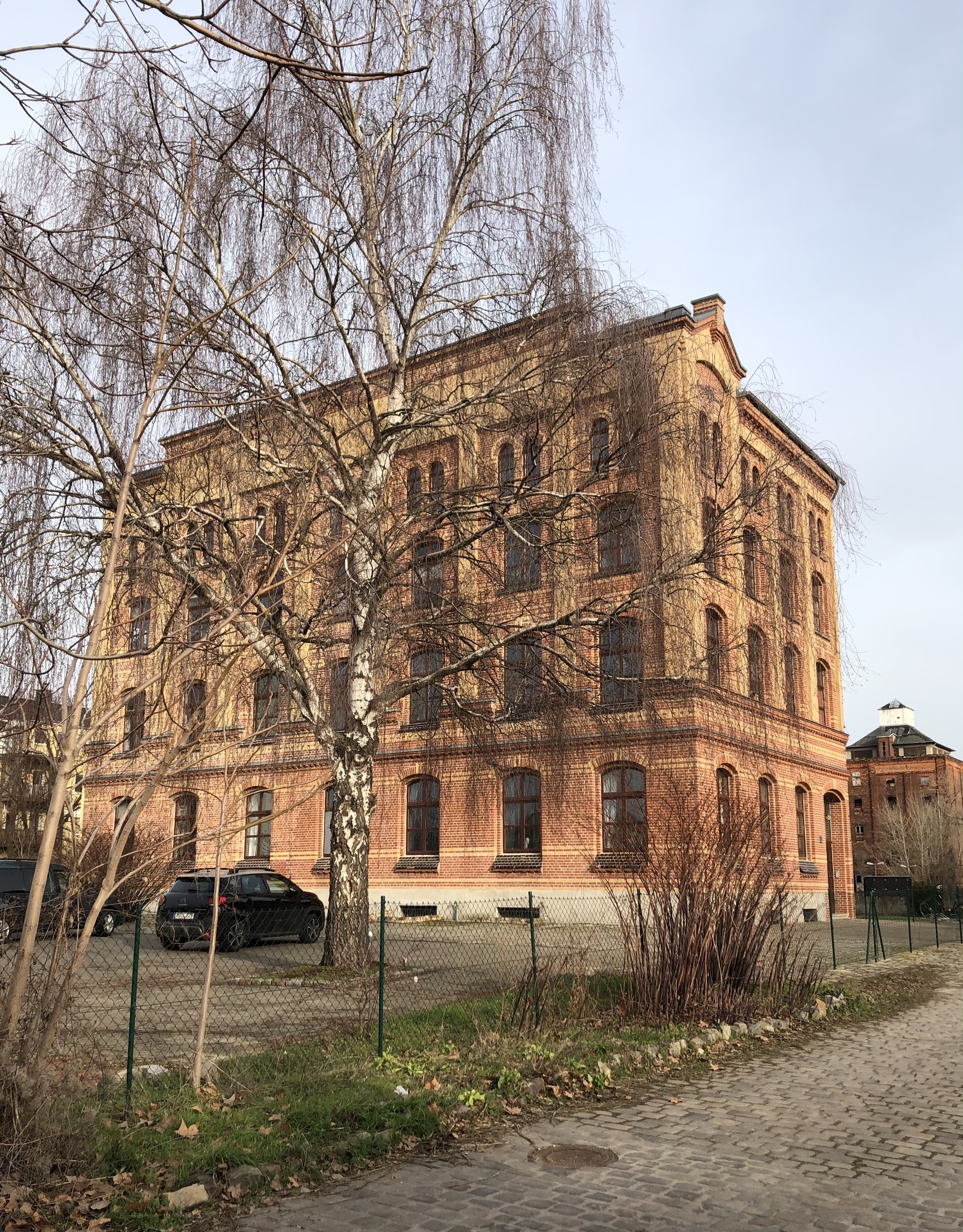
Rogätzer Straße 31, 32 im Jahr 2021

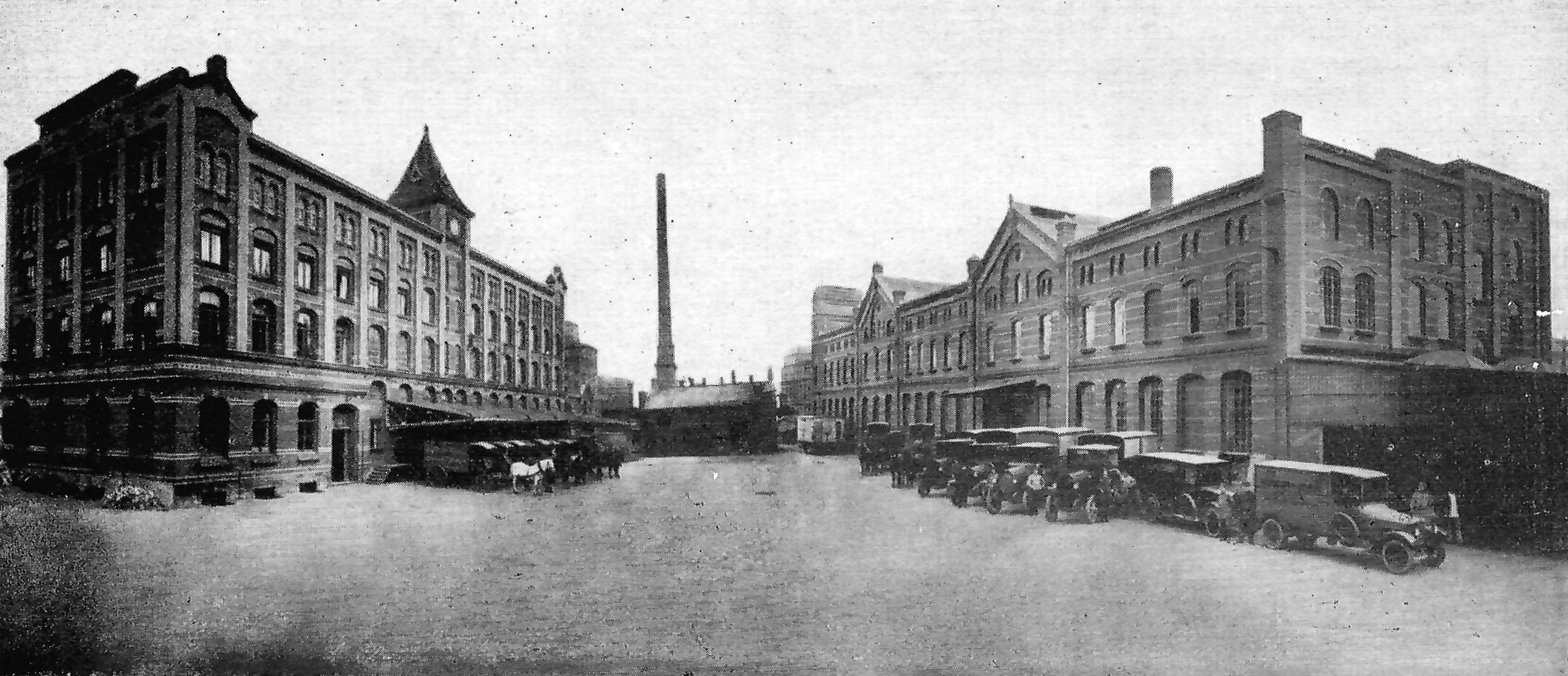
In den 1920er Jahren, links der auch heute erhaltene Gebäudeteil

Rogätzer Straße 31, 32 ist eine denkmalgeschützte Fabrik in Magdeburg in Sachsen-Anhalt.

## Lage
Sie befindet sich auf der Ostseite der Rogätzer Straße im Magdeburger Stadtteil Alte Neustadt. Südöstlich erstreckt sich das Gelände des gleichfalls denkmalgeschützten ehemaligen Gaswerks Neustadt.

## Geschichte
Am 14. August 1896 erwarb die Konsumgenossenschaft Neustadt das 9877 m² Grundstück für 227.171 Mark. Die Generalversammlung der Genossenschaft hatte auf einen Antrag vom 15. Juni 1895 hin bis zu 300.000 Mark zum Ankauf und Ausbau bewilligt. Zuvor befand sich hier eine Tonwarenfabrik der Magdeburger Bau- und Kreditbank.
Zunächst wurde eine Neubebauung jedoch noch nicht in Angriff genommen. Erst am 4. Dezember 1897 befasste sich die Generalversammlung mit einem größeren Bauvorhaben. Es wurde der Bau einer Bäckerei, eines Maschinenhauses sowie eines Pferdestalls für 160.000 Mark beschlossen. Die Kosten wurden über eine Anleihe finanziert. Erste Ausschachtungen erfolgten ab Februar 1898, die feierliche Grundsteinlegung fand am 20. März 1898 statt. Die für Herbst 1898 vorgesehene Fertigstellung verzögerte sich jedoch durch einen langwierigen Arbeitskampf im Maurergewerbe mit Aussperrung und Streik, der für zwölf Wochen zu einem vollständigen Stillstand der Arbeiten führte.

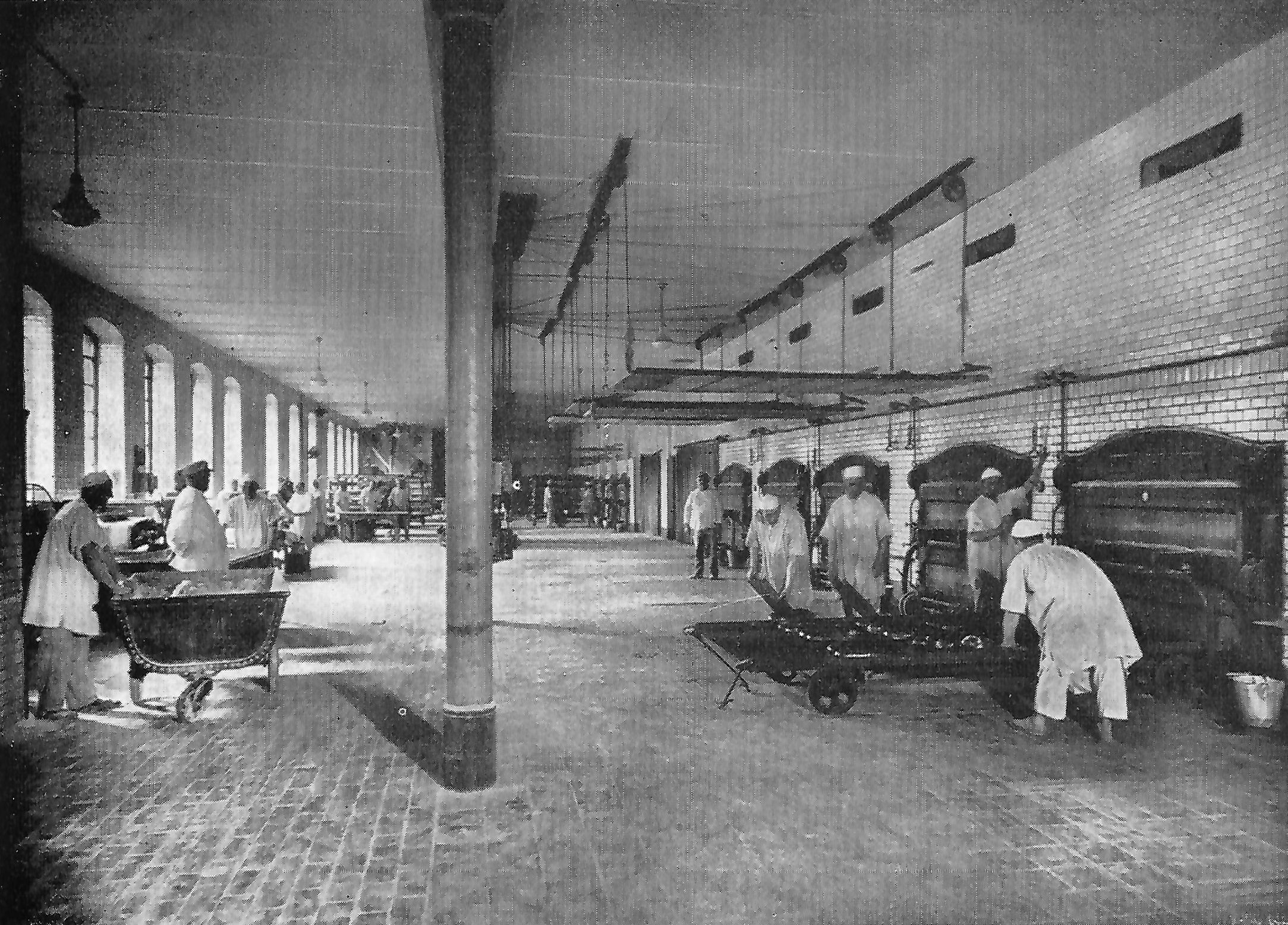
Bäckerei in den 1920er Jahren

Die Bäckerei nahm im Februar 1899 ihren Betrieb mit zunächst vier Dampfbacköfen auf. Bis Ende des Jahres waren sieben Öfen im Einsatz. Im Februar war auch das Maschinenhaus fertig geworden, in dem sich eine 40 PS-Lokomobile und Akkumulatoren befanden. Im zugleich fertiggestellten Pferdestall war Platz für 26 Pferde.

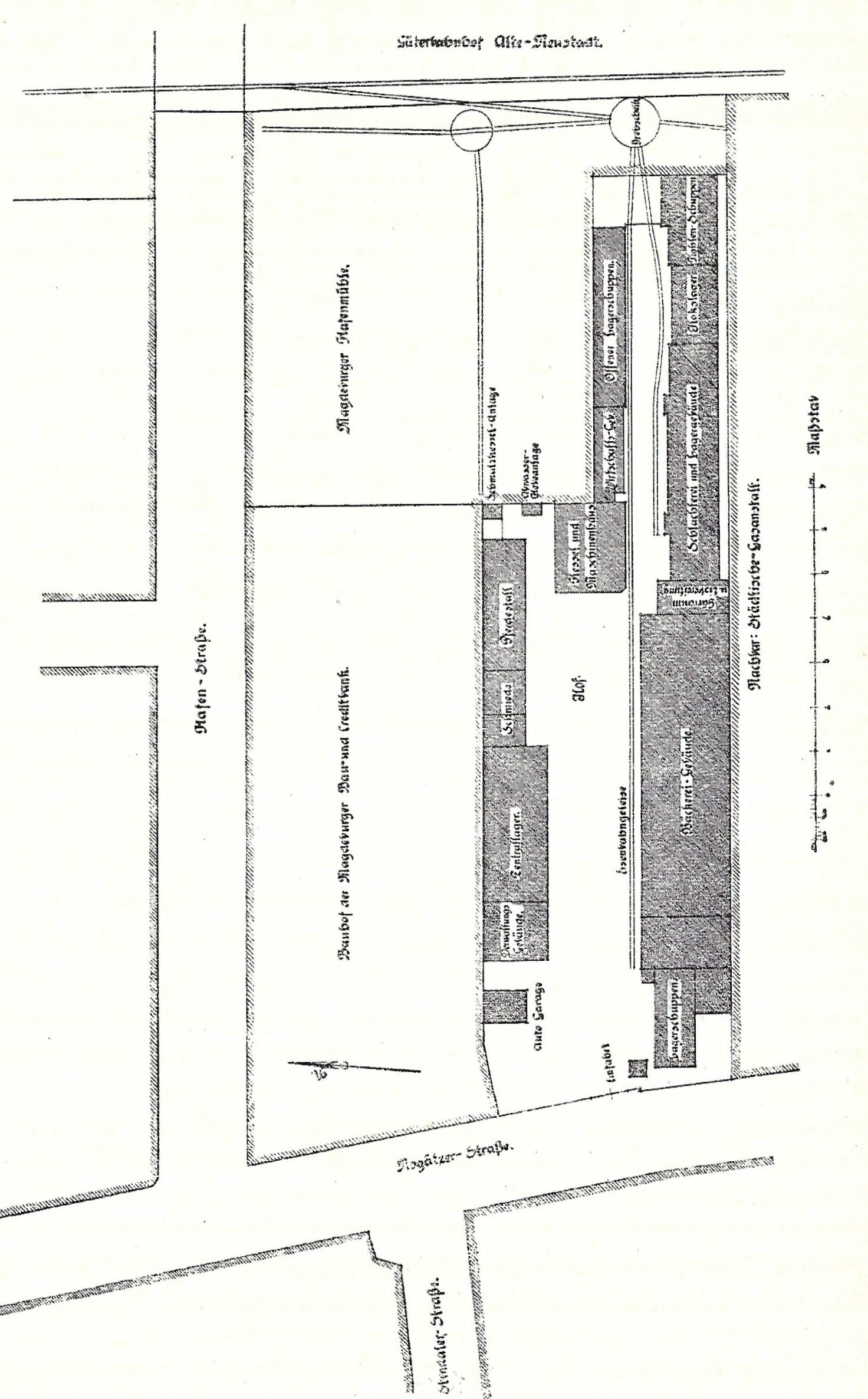
Lageplan 1914

Schon während der Bauarbeiten wurde klar, dass der Bedarf der Bäckerei deutlich größer war. Es wurde daher ein Anbau an die Bäckerei angefügt, so dass 16 Backöfen betrieben werden konnten. In der Bäckerei gab es drei Fahrstühle für den Transport von Zutaten und Produkten. Zwei Knetmaschinen konnten in zehn Minuten zehn Zentner Teig kneten. Später kam eine Wirkmaschine für das Teilen und Auswirken des Teigs hinzu. Hinzu kamen weitere Anlagen wie Silos sowie Misch- und Siebanlagen. Die Bäckerei galt zeitweise als größter Bäckereibetrieb der preußischen Provinz Sachsen.
Andere Angaben gehen wohl unrichtiger Weise davon aus, dass die noch heute erhaltenen Gebäude von 1897 bis 1899 für eine bereits im 18. Jahrhundert gegründete Tonwarenfabrik entstanden waren. Andere Angaben nennen hier eine von Julius Krug aus Gandersheim und Andreas Böttcher betriebene Bäckerei, sowie ein von Böttcher 1901 gebautes Speichergebäude.
Im Frühjahr 1901 begann die Konsumgenossenschaft mit dem Bau eines neuen Zentrallagers, so dass sie ihr bisher in der Lübecker Straße befindliches Lager hierher verlegen konnte. Das Zentrallager erhielt einen Fahrstuhl. Außerdem entstand eine Anlage für Mineralwasser und ab 1909 eine Kaffeerösterei. Auf dem Dachboden wurde eine Zuckersäge aufgestellt, die zur Teilung des Brotzuckers diente. Dort befanden sich außerdem eine Gewürzmühle und Anlagen zum Enthülsen und Wiegen von Mandeln und dem Waschen von Rosinen.
Weitere Baumaßnahmen betrafen die Errichtung einer Handwerkerwerkstatt. Alte Gebäude wurde zu Lagerzwecken umgebaut, außerdem entstand ein Lagerplatz für Brennmaterialien. Die Arbeiten wurden im Laufe des Jahres 1902 abgeschlossen. Zur Finanzierung wurde eine weitere Anleihe aufgelegt. Die Gesamtkosten für den neuen Unternehmenssitz betrugen 837.000 Mark, davon 440.000 Mark für Baumaßnahmen und 170.000 Mark für Einrichtungen und Maschinen.

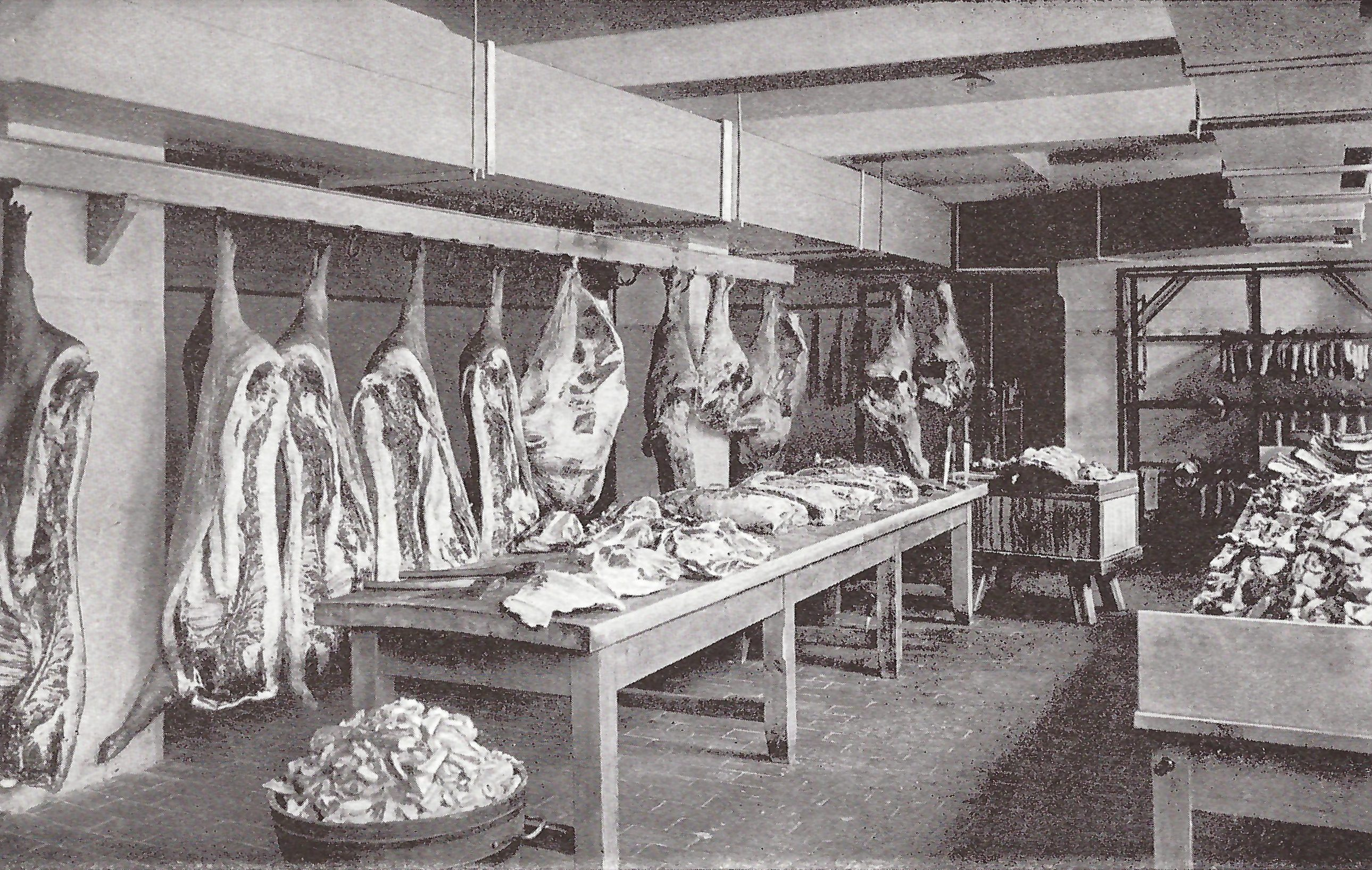
Fleischerei, 1914

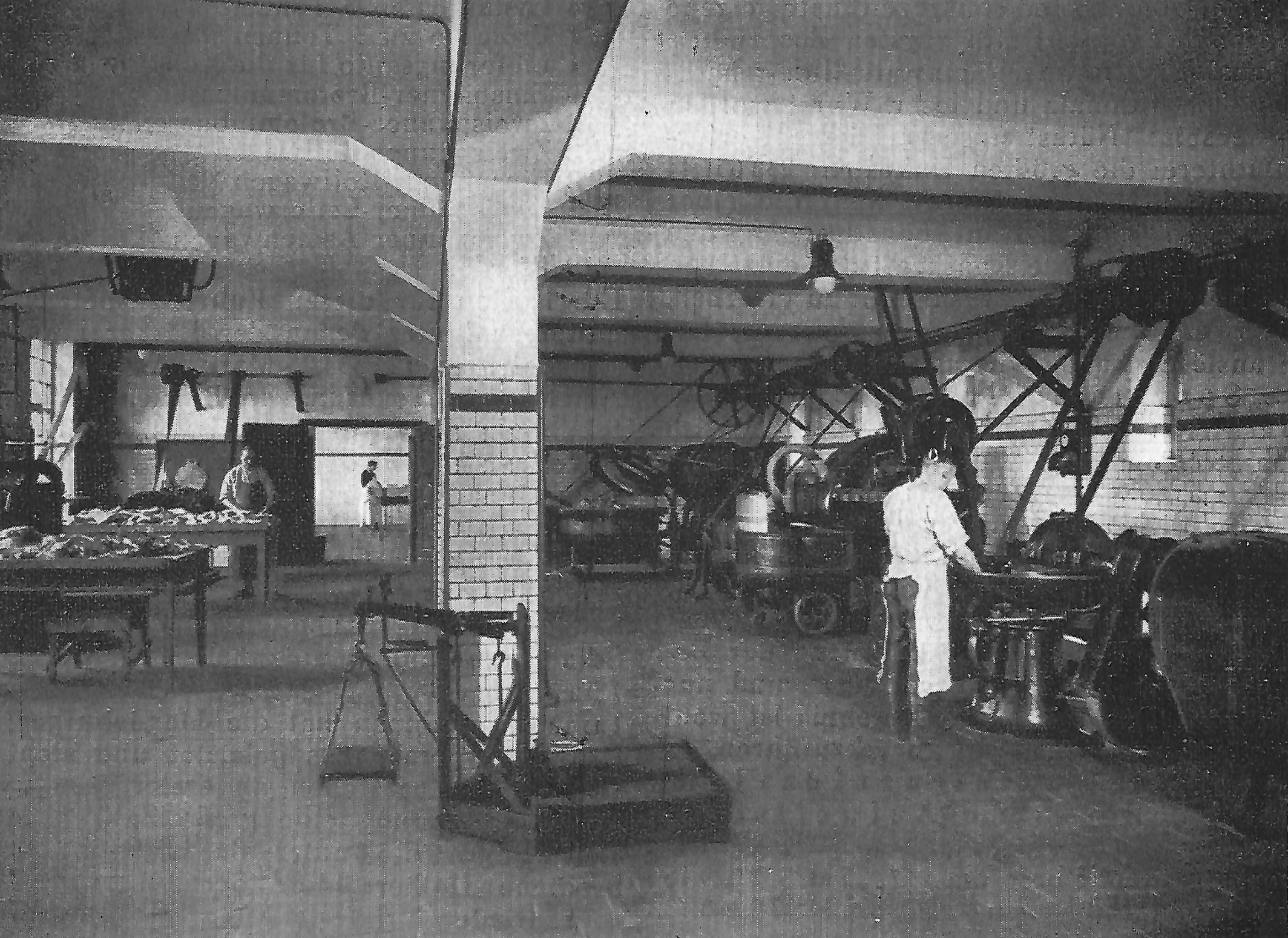
Konsumfleischerei in den 1920er Jahren

1913 beschloss die Generalversammlung, der zwischenzeitlich in Konsumverein für Magdeburg und Umgegend umbenannten Genossenschaft, die Errichtung einer eigenen Schlächterei, die östlich der Bäckerei entstand. Bei den Ausschachtungen stieß man auf Reste alter Fabrikanlagen und Brennöfen, was die Arbeiten erschwerte. Am 13. November 1913 war der Rohbau, am 20. Februar 1914 das Gebäude in Gänze fertiggestellt. Der Betrieb der Fleischerei begann am 1. März 1914.
Im Keller des Hauses waren Apparate wie der Luftkühler und ein Generator zur Eiserzeugung untergebracht. Es schloss sich ein 100 m² großer Kühlraum für die Fleischlagerung an, der konstant bei + 2 Grad Celsius gehalten wurde. Daran grenzte der Tranchierraum mit 160 m² und der Pökelraum mit 100 m² an, die beide + 7 Grad Celsius hielten. Die Fußböden aller drei Räume waren mit Eisenklinkerplatten belegt, die Wände bis auf Reichhöhe mit weißen Kacheln gefliest. Die zum Pökeln genutzten Gefäße bestanden aus braunem Steinzeug. Ein weiterer Kellerraum diente als Darmschleimerei.
Im ebenfalls weiß gefliesten Erdgeschoss befand sich ein Kontor, eine Expedition mit 90 m², ein Maschinenraum mit 160 m² und der Kochraum mit einer Fläche von 100 m². Der Kochraum umfasste drei Kessel die zum Kochen von Fleisch und Wurst sowie zum Ausbraten von Schmalz dienten. Da im Kochraum ständig Wasserdampf stand, wurde eine Entnebelungsanlage aufgestellt. Außerdem befand sich im Erdgeschoss eine Räucheranlage und Toilettenräume.
Das erste Obergeschoss diente als Räucherkammer und verfügte über Trocknungsanlagen für Wurstwaren. Außerdem waren Frühstücksräume untergebracht. Im zweiten Obergeschoss bestanden Lagerräume.

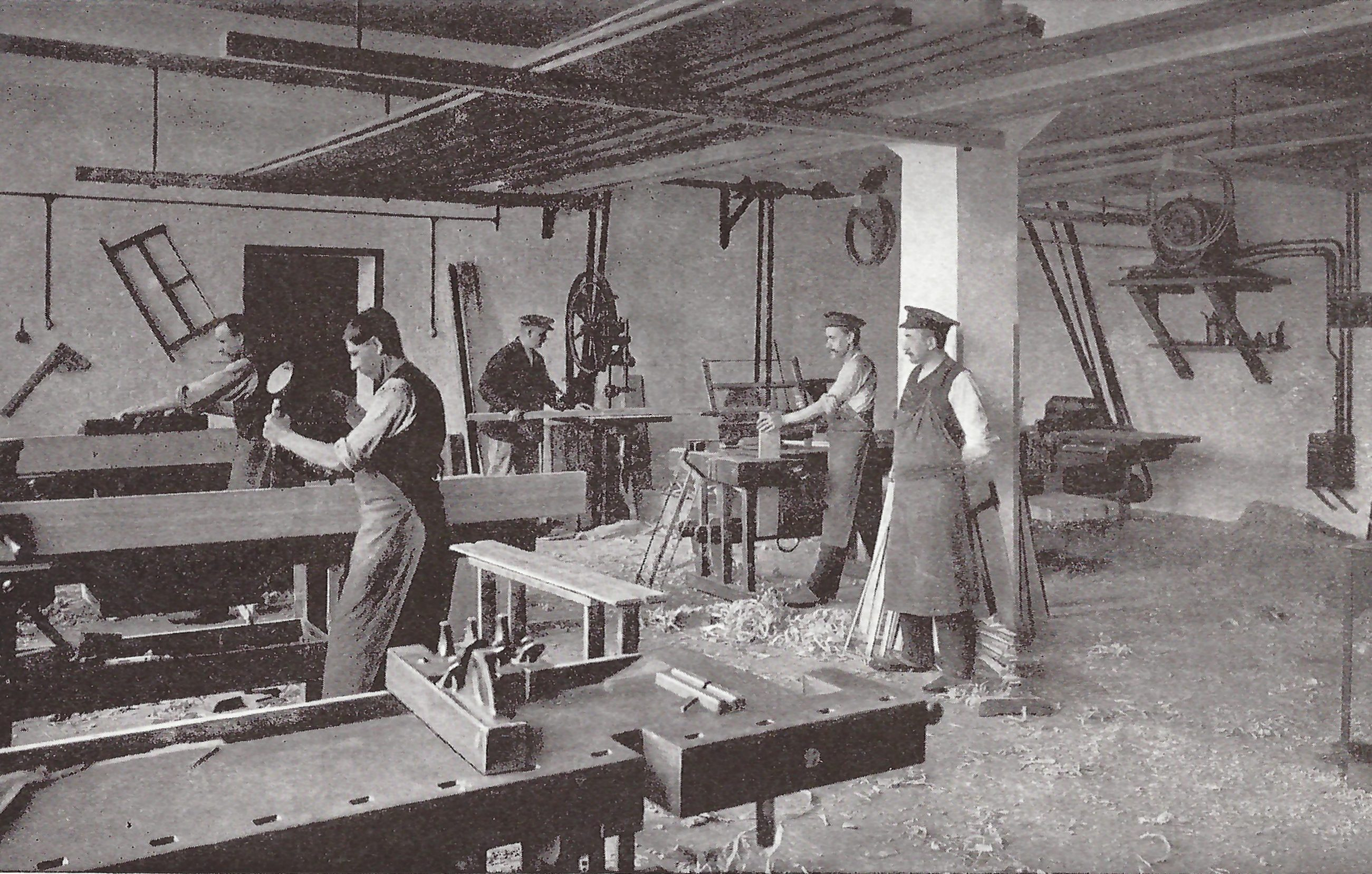
Tischlerei, 1914

Neben der Fleischerei wurden im Neubau auch weitere Einrichtungen untergebracht. So befand sich hier auch der Kartoffelkeller, im Erdgeschoss bestand ein Pferdestall und ein Raum für Grudekoks. Im Obergeschoss arbeitete die Tischlerei.
Die Fassade des Neubaus war ziegelsichtig gestaltet und mittels verputzter Flächen gegliedert. Es bestanden zwei turmartig gestaltete Aufbauten.
Im Zuge der Erweiterungsbauten wurde auch eine neue Ventildampfmaschine angeschafft. Sie verfügte über 150 PS und zwei liegend angeordnete Kessel mit jeweils 88 m² Heizfläche. Außerdem wurde ein Kompressor zur Kälte-Erzeugung aufgestellt. Die Neuanschaffungen machten einen Umbau des Maschinenhauses erforderlich.
Weitere Neubauten erfolgten für Wirtschaftsbauten, die auch Badeanlagen enthielten sowie Garagen für Autos.

## Architektur

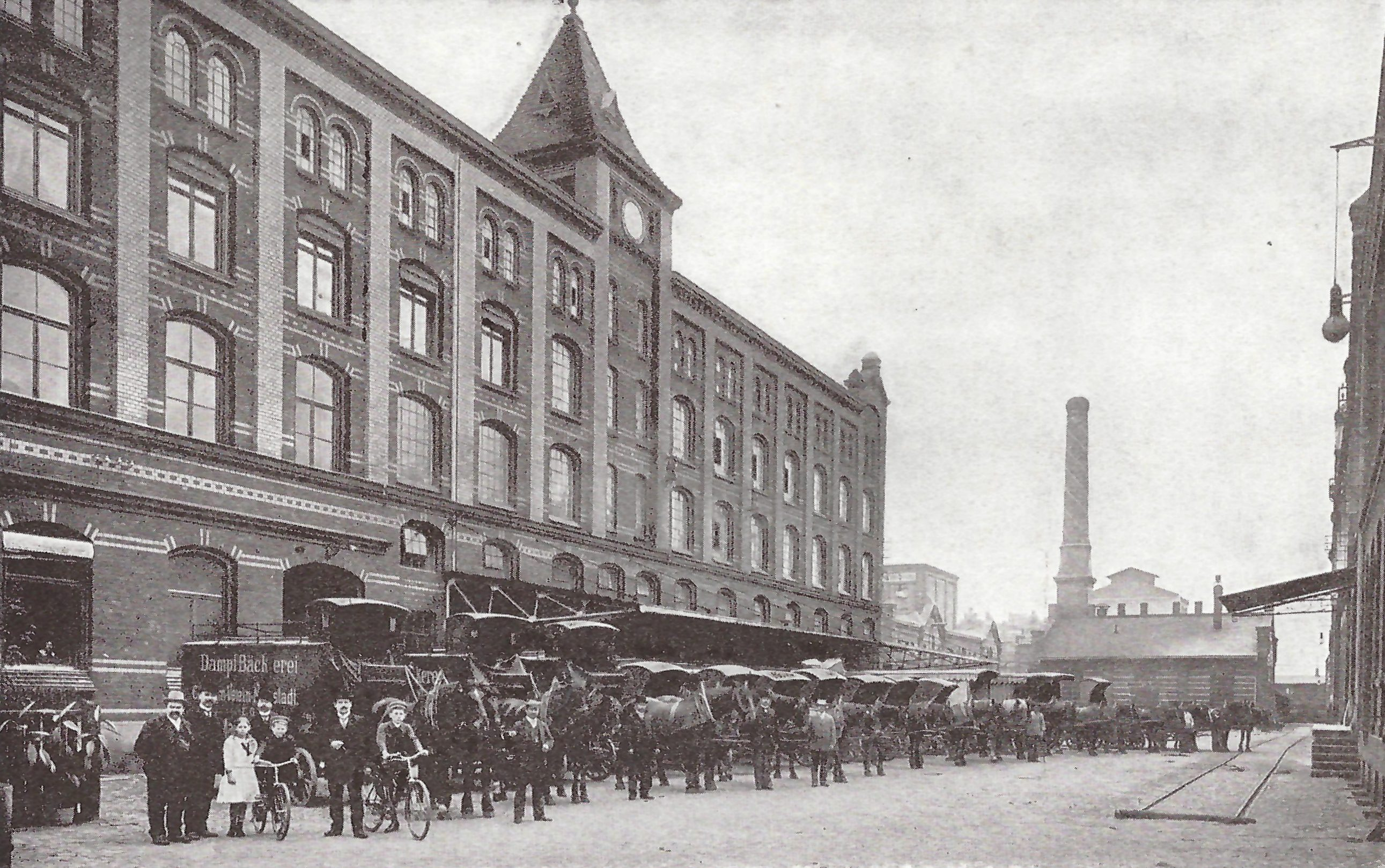
Verwaltungsbau und Zentrallager, 1914

Das ursprünglich langgestreckte Fabrikgebäude ist als zweieinhalbgeschossiger Ziegelbau ausgeführt. Die Fassade ist durch Lisenen und farbig abgesetzte Ziegelstreifen gegliedert. Die Fensteröffnungen sind als Segmentbögen gestaltet. Es besteht ein Mezzaningeschoss mit paarweise gekuppelten kleinen Rundbogenfenstern. Zur Hofseite hin bestehen zwei flache mit Giebeln versehene Risalite. Bedeckt ist der Bau mit einem Satteldach.
Im örtlichen Denkmalverzeichnis ist die Fabrik unter der Erfassungsnummer 094 70950 als Baudenkmal verzeichnet.
Die Fabrik gilt als typisches Beispiel der Industriearchitektur der Gründerzeit und städtebaulich prägend. Erhalten ist nur der westliche Teil zur Rogätzer Straße hin.